# Steinreihe

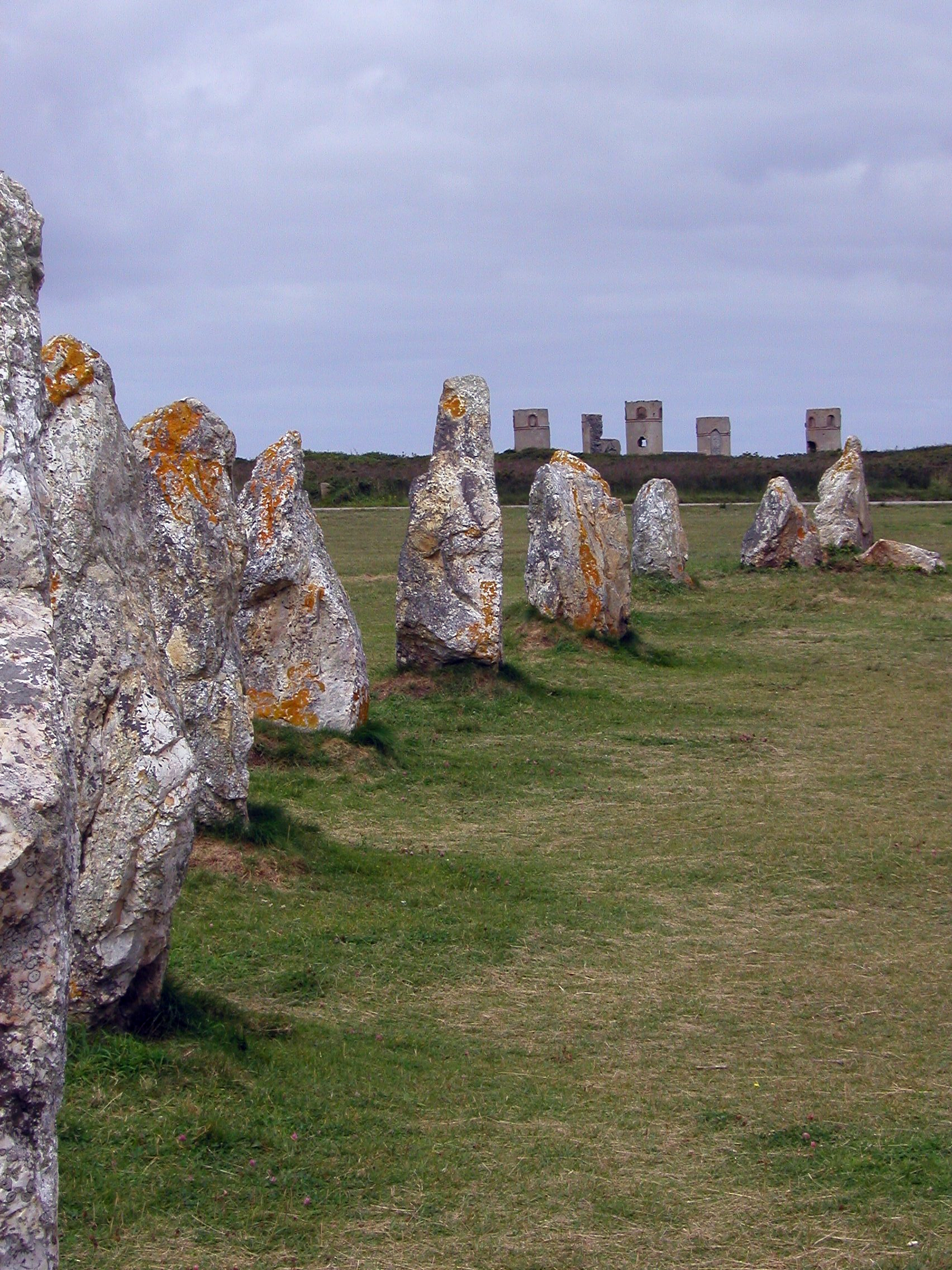
Die Alignements von Lagatjar bei Camaret-sur-Mer

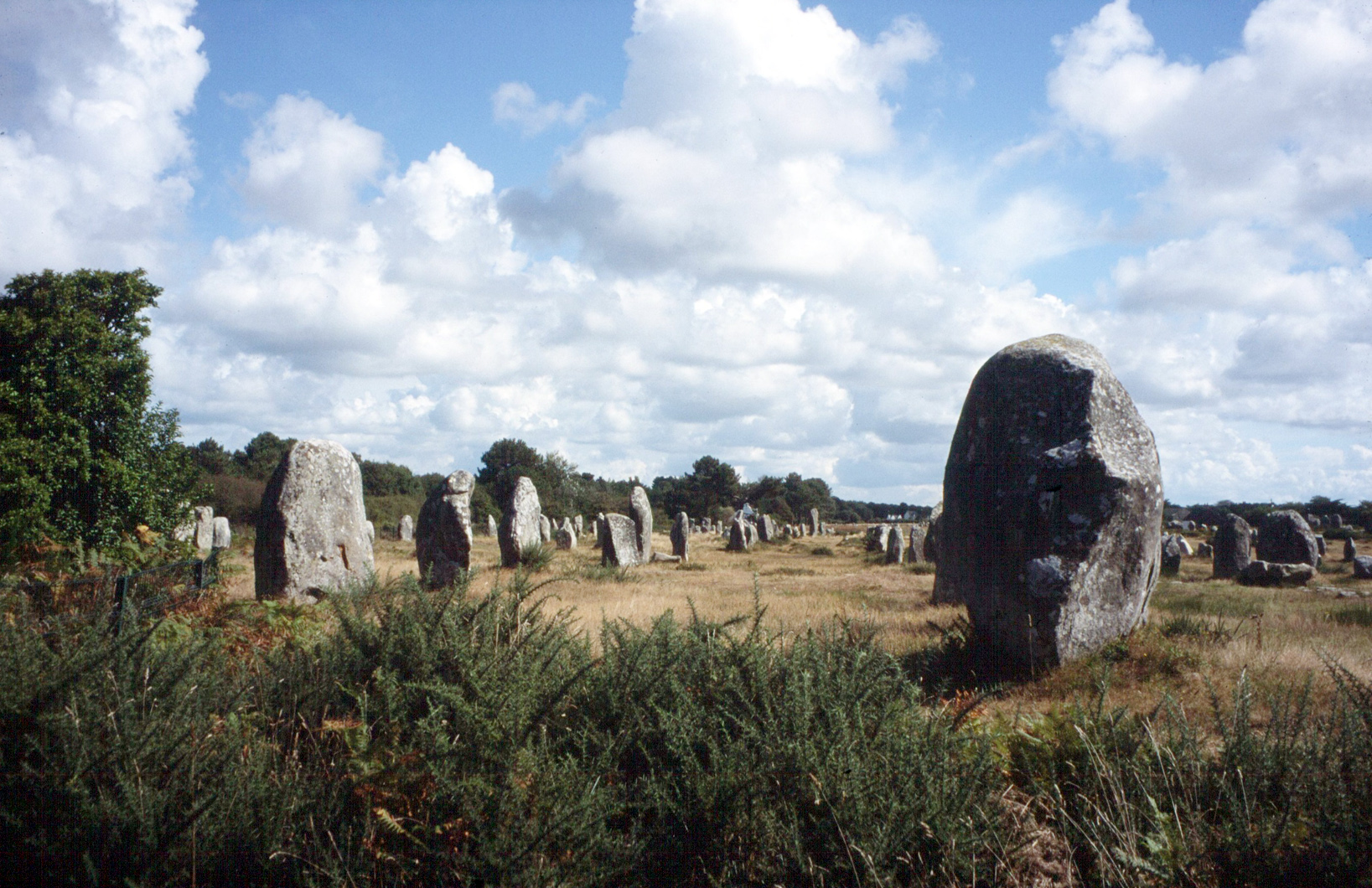
Megalithalleen bei Carnac, Bretagne, Frankreich

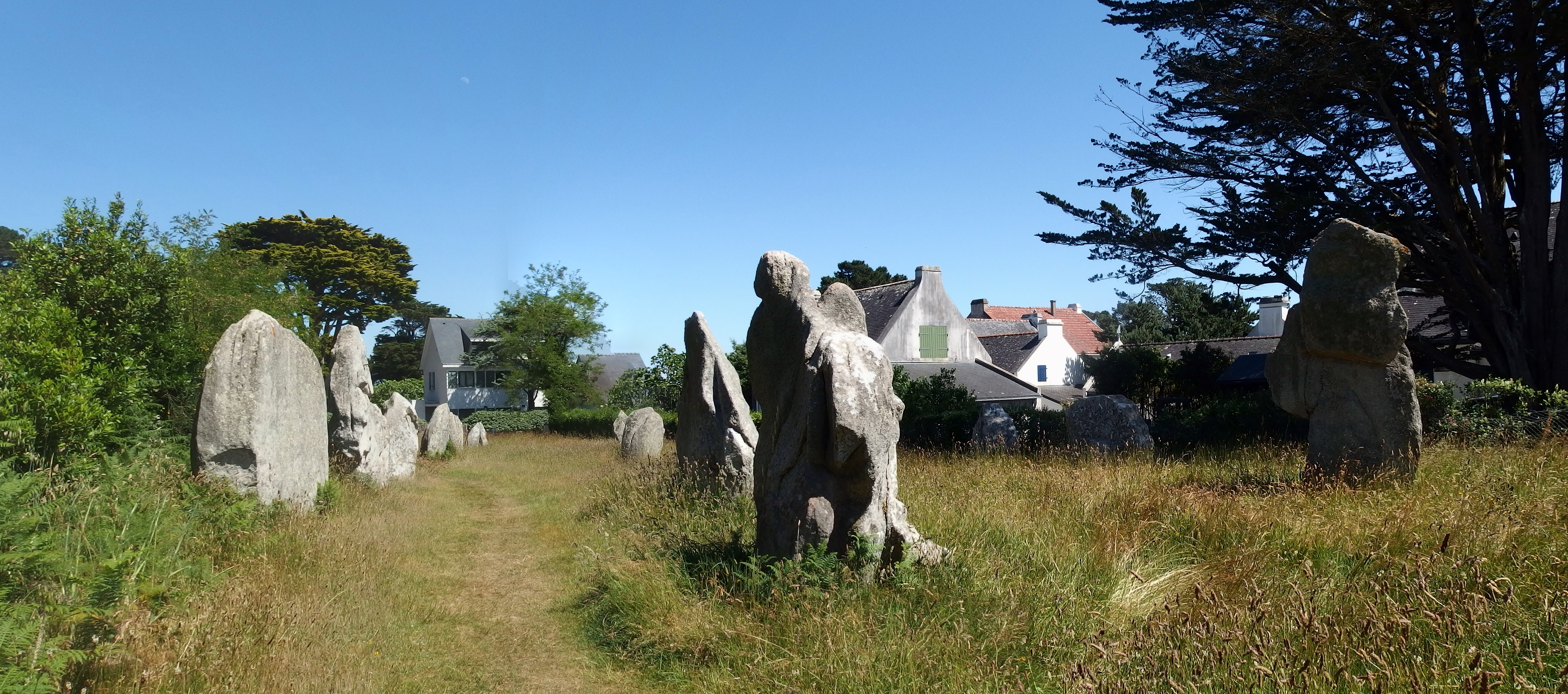
Alignement von Kerbourgnec

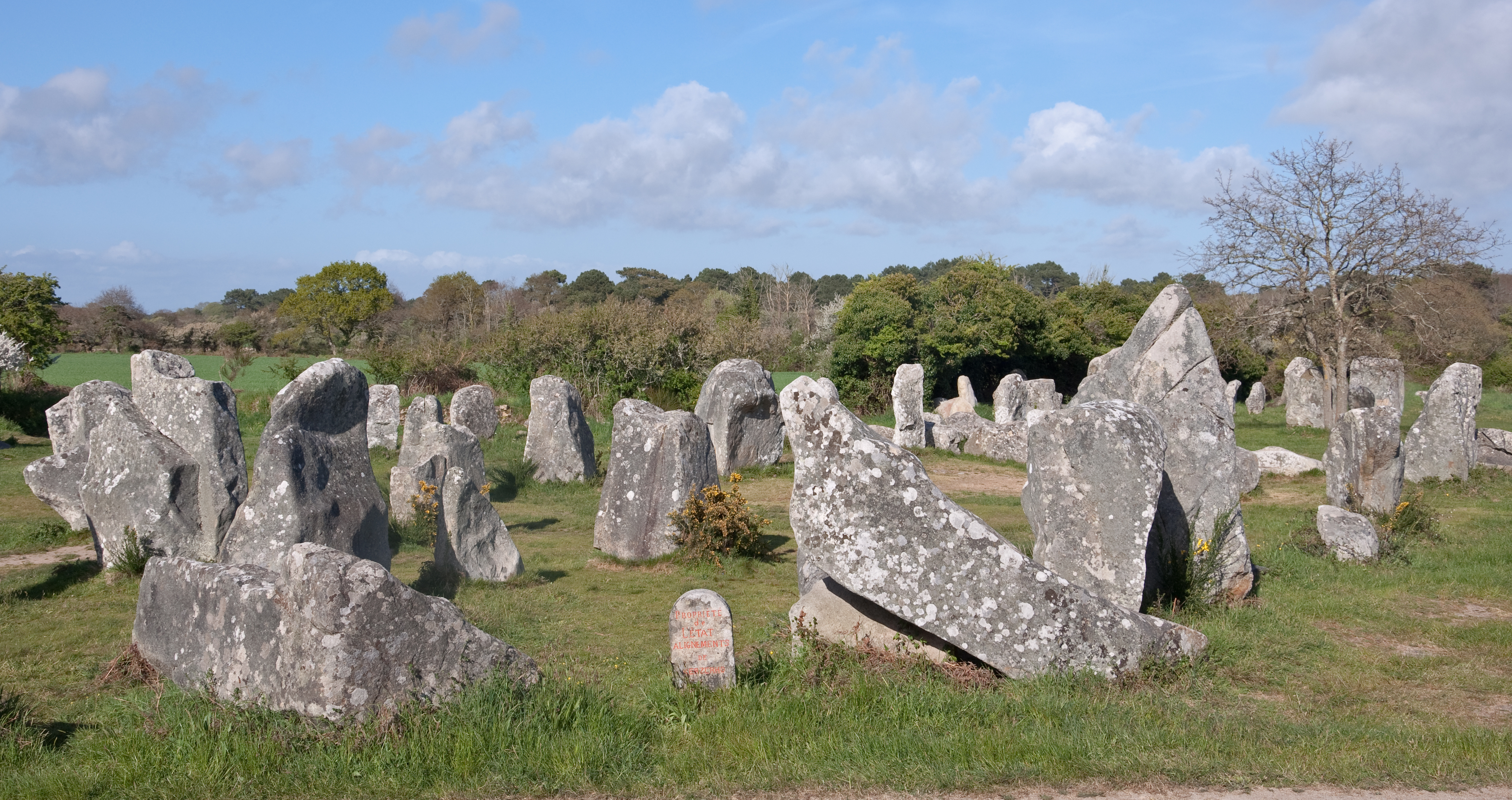
Alignements von Kerzerho, Erdeven, Bretagne

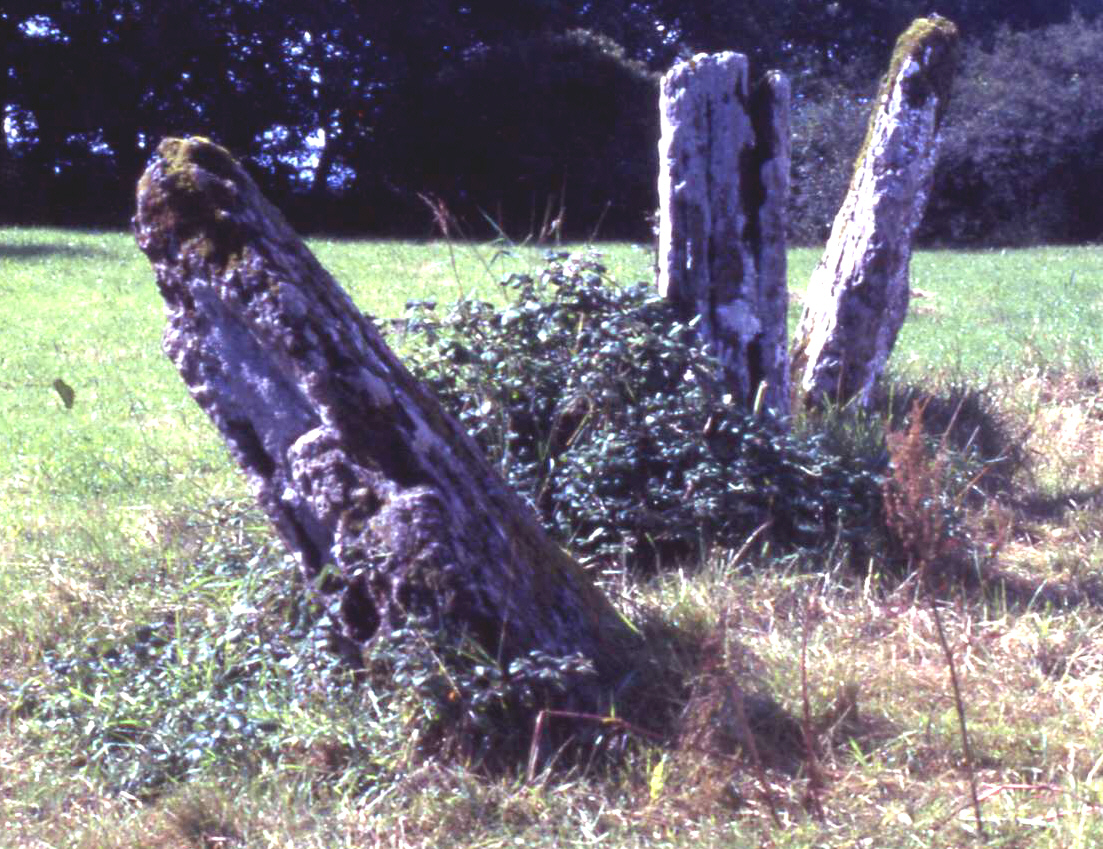
Megalithreihe von Clooney, Irland

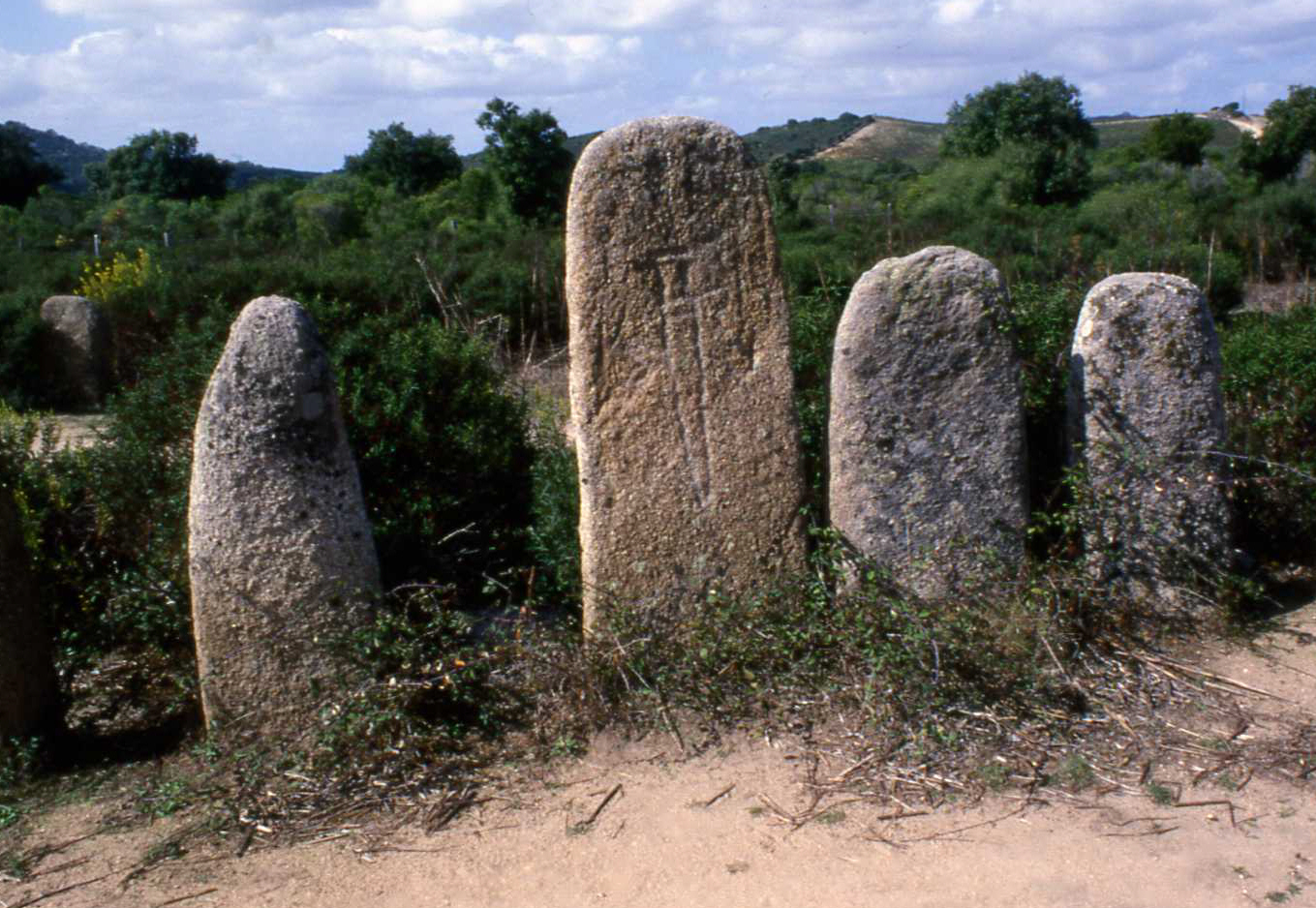
Die Steinreihen von Palaggiu auf Korsika, auch als Campu dei Morti (Friedhof) bezeichnet

Als Steinreihe bezeichnet man in der Ur- und Frühgeschichte eine Aufreihung von Menhiren (aufrecht stehenden Megalithen). Von einer solchen Reihe spricht man, wenn mindestens drei Menhire in Sichtweite zueinander im Kontext zueinander angeordnet sind. Die Abstände variieren zwischen 0,2 und 100,0 m. Mehrere Steinreihen nebeneinander werden als Alleen oder „multiple Steinreihen“ bezeichnet. Diese können aus bis zu elf Reihen mit Dutzenden von Menhiren bestehen (Carnac in der Bretagne).

## Vorkommen
Steinreihen kommen vor allem in Westeuropa, einschließlich der Westschweiz (Clendy, Lutry), aber auch in Dänemark, Schweden und auf Korsika (Palaggiu) und auf Sardinien (Biru e’ Concas, Pranu Muteddu) vor. Ausgesprochen häufig sind sie in der Bretagne (Cojoux, Champ des Roches, Kerlescan, Kermario, Kerzerho, Lagatjar, Le Menec, Le Petit Menec, Leïtan, Pierres Droites, St. Barbe und St. Pierre-Quiberon).
Etwa 3,3 km lang ist die Steinreihe von Upper Erme. Etwa 550 Meter lang ist die Steinreihe auf dem Moor westlich des „Fox Tor“ im Bodmin Moor in Devon. Selbst Anlagen aus kleinen Steinen wie Hwylfa’r Ceirw (englisch The Path of the Deer dt. „Pfad der Hirsche“) und eine Doppelreihe von Steinen bei Llandudno in Wales werden manchmal als Steinreihe bezeichnet. Unter den über 40 Steinreihen Irlands ragt die Steinreihe von Eightercua bei Waterville im County Kerry und die Graves of the Leinstermen im County Tipperary aufgrund der Steinhöhen heraus.
Die mitunter als prähistorisch angesprochenen Steinreihen von Hartashen im Ashotsk-Tal in Nordwest-Armenien, die in der Nähe mehrerer Kurgane liegen, sind 2010 von Wissenschaftlern untersucht worden. Ihre verblüffende Ähnlichkeit mit Steinreihen in Europa legt einen prähistorischen Hintergrund nahe. Die Forscher stellten jedoch fest, dass sie nicht mit den prähistorischen Grabbauten in Verbindung zu bringen sind, sondern vielmehr als Teil neuzeitlicher militärischer Schanzanlagen zu verstehen sind.

## Datierung
Die 2004 entdeckte Steinreihe am Cut Hill im nördlichen Dartmoor in Devon in England ist die erste, die datiert werden konnte. Der Torf unter Stein 1 wurde mit der Radiokarbonmethode auf kalibriert 3700–3540 v. Chr. datiert, der Torf darüber auf kalibriert 2476–2245 v. Chr. Die Steinreihe von Searle’s Down in Cornwall wurde von dem inneren Steinkreis eines Grabhügels überdeckt. Der äußere Steinkreis des Hügels lieferte ein Datum von kalibriert 2040–1620 v. Chr., und die Ausgräberin Frances Griffith nimmt an, dass zwischen der Errichtung der Steinreihe und des Grabhügels kein größerer Hiatus bestand.
Aubrey Burl (1926–2020) schlug bereits zuvor eine typologische Datierung von Steinreihen der britischen Inseln und Frankreichs vor. Demnach sollten Mehrfachreihen (z. B. die Steinreihe von Yelland), in denen die Steine parallel oder fächerförmig angeordnet sind, zwischen 3000 und 1500 v. Chr. datieren, lange Einzelreihen mit mehr als sieben Steinen aus der Zeit zwischen 2100 und 1600 v. Chr. stammen, während kurze Reihen mit sechs oder weniger Steinen der Bronzezeit, zwischen 1800 und 1000 zuzuordnen seien. Basis für die Datierung von Steinreihen bildeten ihre Ausrichtung und, damit verbunden, eine astronomische Datierung, die Nähe zu anderen datierbaren Strukturen oder generelle formale Ähnlichkeiten zu anderen Bauwerken. Einige Steinreihen in Dartmoor verlaufen parallel zu bronzezeitlichen Feldgrenzen, die auf kalibriert 1700–1600 v. Chr. datiert werden. Sie können aber entweder vorher errichtet worden sein und die Ausrichtung der späteren Mauern bestimmt haben, oder nach der Anlage der Feldsysteme in den von diesen bestimmten Territorien erbaut worden sein.

## Nördliches Mitteleuropa und Skandinavien
- In Deutschland ist das Phänomen Steinreihe nur bei einer 53 m langen, nicht mehr lückenlos erhaltenen Reihe bekannt, die die beiden Megalithanlagen Hekeser Steine von Berge-Hekese, im Landkreis Osnabrück, Niedersachsen, verbindet.
- In Dänemark sind die 154 m lange Steinreihe (dänisch Stenrækken) am Myrhøj bei Ertebølle und die etwa 90 m lange Doppelreihe bei Refsnæs (Stenrækkerne ved Refsnæs) im Osthimmerland die beachtlichsten.
- Im schwedischen Bohuslän gibt es die Steinreihe bei Hällevadsholm in Svarteborg und eine auf dem Gräberfeld von Stenehed.

## Andere Ordnung der Monolithe
Nichtlineare Steinsetzungen von Menhiren, z. B. als halbkreis-, D- oder U-förmige, wie Achavanich in den schottischen Highlands oder Saint-Pierre-Quiberon in der Bretagne, werden auf den Britischen Inseln als Stone settings, in Frankreich als Gehege (Enceintes), im übrigen Westeuropa allgemein mit dem bretonischen Wort für Steinkreis, als Cromlechs bezeichnet (Cromlech von Almendres in Portugal).
Ein ovales Gehege aus eng gesetzten Steinen wurde unter dem Tumulus von Tossen-Keler, bei Penvénan (Bretagne) gefunden. Es steht heute am Quai von Tréguier. Es gibt auch einige quadratische Gehege (franz. Quadrilatére) wie Crucuno und de Mario bei Carnac und Lagatjar nahe Brest in der Bretagne. Die Formation von Le Manio stellt hingegen die Randsteine eines ehemaligen Hügels dar. Der französische Archäologe Pierre-Roland Giot (1919–2002) geht davon aus, dass die bescheidene Anzahl von Kreisen und Gehegen in der Bretagne darauf zurückzuführen ist, dass viele davon im Laufe der Zeit vernichtet oder in anderen Anlagen verbaut worden sind.